# ادوارد لیمونوف
ادوارد لیمونوف (انگلیسی: Eduard Limonov) یک نویسنده، شاعر، روزنامه‌نگار، مخالف سیاسی و سیاستمدار روسی بود.
او در سال ۱۹۷۴ از اتحاد جماهیر شوروی مهاجرت کرد، اما در سال ۱۹۹۱ به روسیه بازگشت و در آنجا حزب بلشویک ملی را تأسیس کرد. این حزب در سال ۲۰۰۷ در کشور ممنوع شد. در دهه ۲۰۰۰، او یکی از رهبران ائتلاف «روسیه دیگر» از نیروهای مخالف بود.
سرانجام او در ۱۷ مارس ۲۰۲۰ در مسکو درگذشت. گزارش شد که لیمونوف با سرطان مبارزه می‌کرد. عوارض ناشی از دو عمل جراحی مانند مشکلات گلو، مبارزه با سرطان و التهاب به عنوان علت مستقیم مرگ وی ذکر شد.
فیلم سینمایی لیمونوف: تصنیف بر اساس زندگی او ساخته شده است.